# White Oak East
White Oak East és una concentració de població designada pel cens dels Estats Units a l'estat d'Ohio. Segons el cens del 2000 tenia 3.508 habitants.

## Demografia
Segons el cens del 2000, White Oak East tenia 3.508 habitants, 1.439 habitatges, i 955 famílies. La densitat de població era de 1.693,1 habitants per km².
Dels 1.439 habitatges en un 29,3% hi vivien nens de menys de 18 anys, en un 55,3% hi vivien parelles casades, en un 7,9% dones solteres, i en un 33,6% no eren unitats familiars. En el 29,5% dels habitatges hi vivien persones soles el 13,6% de les quals corresponia a persones de 65 anys o més que vivien soles. El nombre mitjà de persones vivint en cada habitatge era de 2,44 i el nombre mitjà de persones que vivien en cada família era de 3,07.
Per edats la població es repartia de la següent manera: un 23,3% tenia menys de 18 anys, un 7,7% entre 18 i 24, un 29,7% entre 25 i 44, un 19,7% de 45 a 60 i un 19,6% 65 anys o més.
L'edat mediana era de 38 anys. Per cada 100 dones de 18 o més anys hi havia 87,8 homes.
La renda mediana per habitatge era de 54.643 $ i la renda mediana per família de 66.979 $. Els homes tenien una renda mediana de 42.454 $ mentre que les dones 27.296 $. La renda per capita de la població era de 27.883 $. Aproximadament l'1% de les famílies i el 2,5% de la població estaven per davall del llindar de pobresa.

## Poblacions més properes
El següent diagrama mostra les poblacions més properes.